# Садула Дураку
Садула Дураку (на албански: Sadula Duraku; на македонска литературна норма: Садула Дураку) е политик от Северна Македония.

## Биография
Роден е на 21 януари 1960 година в кумановското село Липково. През 1990 година завършва Машинния факултет на Прищинския университет. В периода 1997 – 2000 е учител в Техническото училище Наце Будьони в Куманово. През 2000 започва да работи в митницата, където достига до заместник-директор. Между 2004 и 2006 е министър на земеделието на Република Македония. От 1 юни 2017 до 26 юни 2019 е министър на околната среда и пространственото планиране. От 26 юни 2019 г. е вицепремиер и министър за политическите системи и отношения между общностите в правителството на Зоран Заев.